# David Buitenweg
David Buitenweg (29 d'octubre de 1898 - 9 d'abril de 1968) va ser un futbolista neerlandès. Va jugar un partit amb la selecció neerlandesa de futbol el 1921.